# Cinna
Cinna là một chi thực vật có hoa trong họ Hòa thảo (Poaceae).

## Loài
Chi Cinna gồm các loài: